# University of Wisconsin-Madison

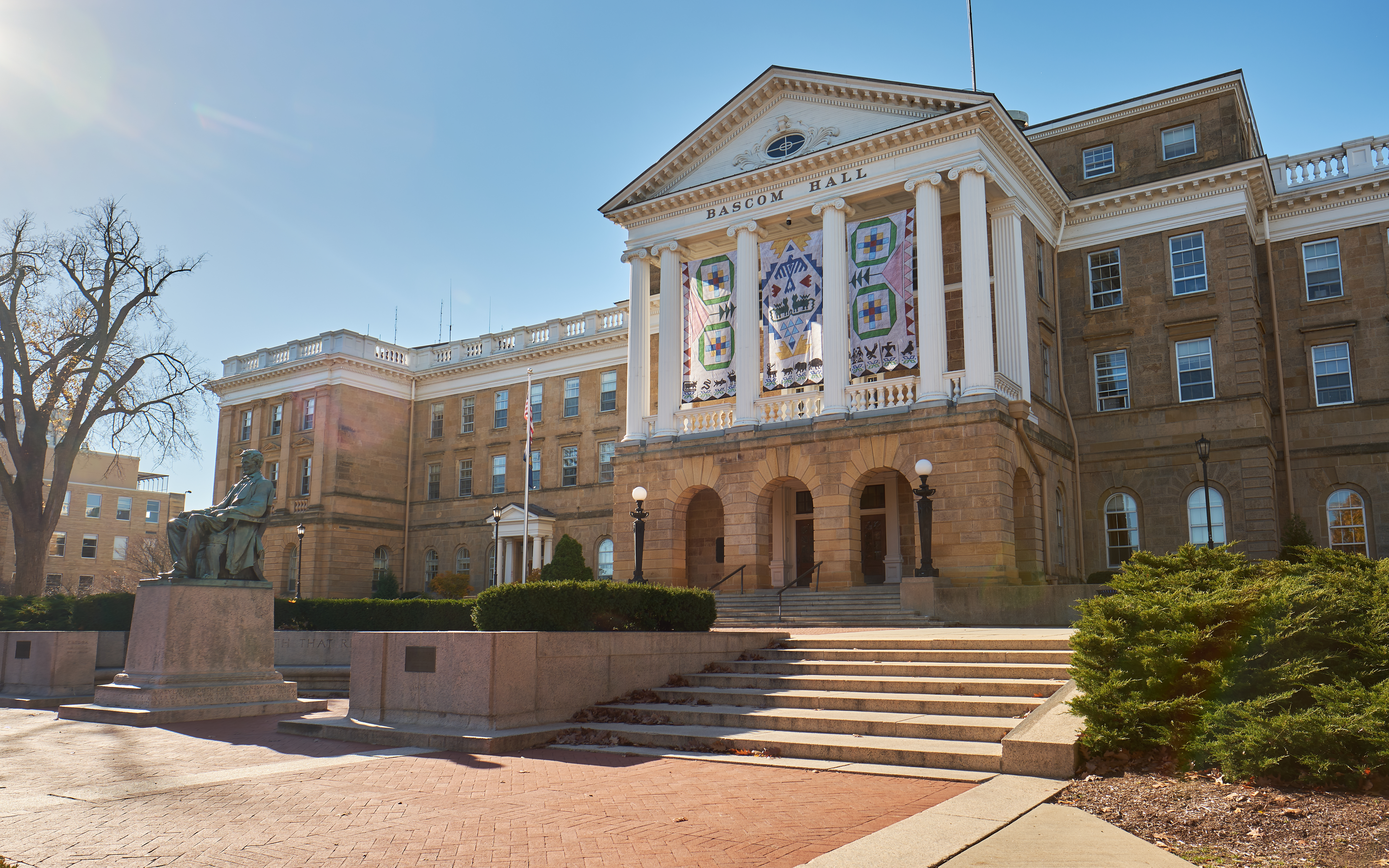
Bascom Hall bovenop Bascom Hill in het hart van de campus

De University of Wisconsin-Madison (Latijnse naam: Universitas Wisconsinensis, afkorting: UW-Madison, UW of Madison) is een Amerikaanse openbare onderzoeksuniversiteit gevestigd in Madison in de staat Wisconsin. UW-Madison, opgericht toen Wisconsin in 1848 een staat werd, is de officiële staatsuniversiteit van Wisconsin en het vlaggenschip van het University of Wisconsin System (UW System). Het was de eerste openbare universiteit in Wisconsin en blijft de oudste en grootste openbare universiteit in de staat.
UW-Madison is georganiseerd in 20 scholen en hogescholen, die in 2021 33.506 niet-gegradueerde, 9.772 afgestudeerde, 1.968 speciale en 2.686 professionele studenten hebben ingeschreven. De academische programma's omvatten 136 niet-gegradueerde majors, 148 masteropleidingen en 120 doctoraatsprogramma's.
De Universiteit van Wisconsin-Madison wordt beschouwd als een belangrijke Amerikaanse onderzoeksuniversiteit. Analoog aan de Ivy League bij de private instellingen, groepeert men de belangrijkste publieke Amerikaanse universiteiten, waaronder UW-Madison in de "Public Ivy". Madison is ook een van de stichtende leden van de Association of American Universities. Alumni, docenten of onderzoekers zijn onder meer 20 Nobelprijswinnaars en 41 Pulitzerprijs-winnaars.

## Geschiedenis
De universiteit begon officieel toen de Wisconsin Territorial Legislature tijdens haar zitting van 1838 een wet goedkeurde waarin een "University of the Territory of Wisconsin" werd opgericht, en een hooggeplaatste Board of Visitors werd aangesteld. Dit lichaam (de voorloper van de U.W. raad van regenten) heeft echter nooit iets bereikt voordat Wisconsin in 1848 als staat werd opgenomen. Op 26 juli 1848 ondertekende Nelson Dewey, de eerste gouverneur van Wisconsin, de wet waarmee de Universiteit van Wisconsin formeel werd opgericht.
Tijdens de Tweede Wereldoorlog was de Universiteit van Wisconsin een van de 131 hogescholen en universiteiten op nationaal niveau die deelnamen aan het V-12 Navy College Training Program, dat studenten een weg naar een marinecommissie bood.
Eind jaren zestig en begin jaren zeventig werd UW-Madison opgeschrikt door een reeks studentenprotesten en door het gebruik van geweld door de autoriteiten, uitgebreid gedocumenteerd in de film The War at Home. De eerste grote demonstraties protesteerden tegen de aanwezigheid op de campus van rekruteerders van de Dow Chemical Company, die de napalm leverde die in de oorlog in Vietnam werd gebruikt. De autoriteiten gebruikten geweld om de onrust de kop in te drukken. De strijd werd gedocumenteerd in het boek They Marched into Sunlight, evenals de PBS-documentaire Two Days in October. Onder de studenten die bij het protest gewond raakten, was de voormalige burgemeester van Madison, Paul Soglin.

### Het Wisconsin-idee
Onderzoek, onderwijs en service aan de UW worden beïnvloed door een traditie die bekend staat als "het Wisconsin-idee", voor het eerst verwoord door UW-Madison-president Charles Van Hise in 1904, toen hij verklaarde: "Ik zal nooit tevreden zijn tot de weldadige invloed van de universiteit bereikt elk huis in de staat." Het Wisconsin-idee stelt dat de grenzen van de universiteit de grenzen van de staat moeten zijn en dat UW-Madison-onderzoek moet worden toegepast om problemen op te lossen en de gezondheid, kwaliteit van leven, milieu en landbouw te verbeteren voor alle burgers van de staat.

## De campus

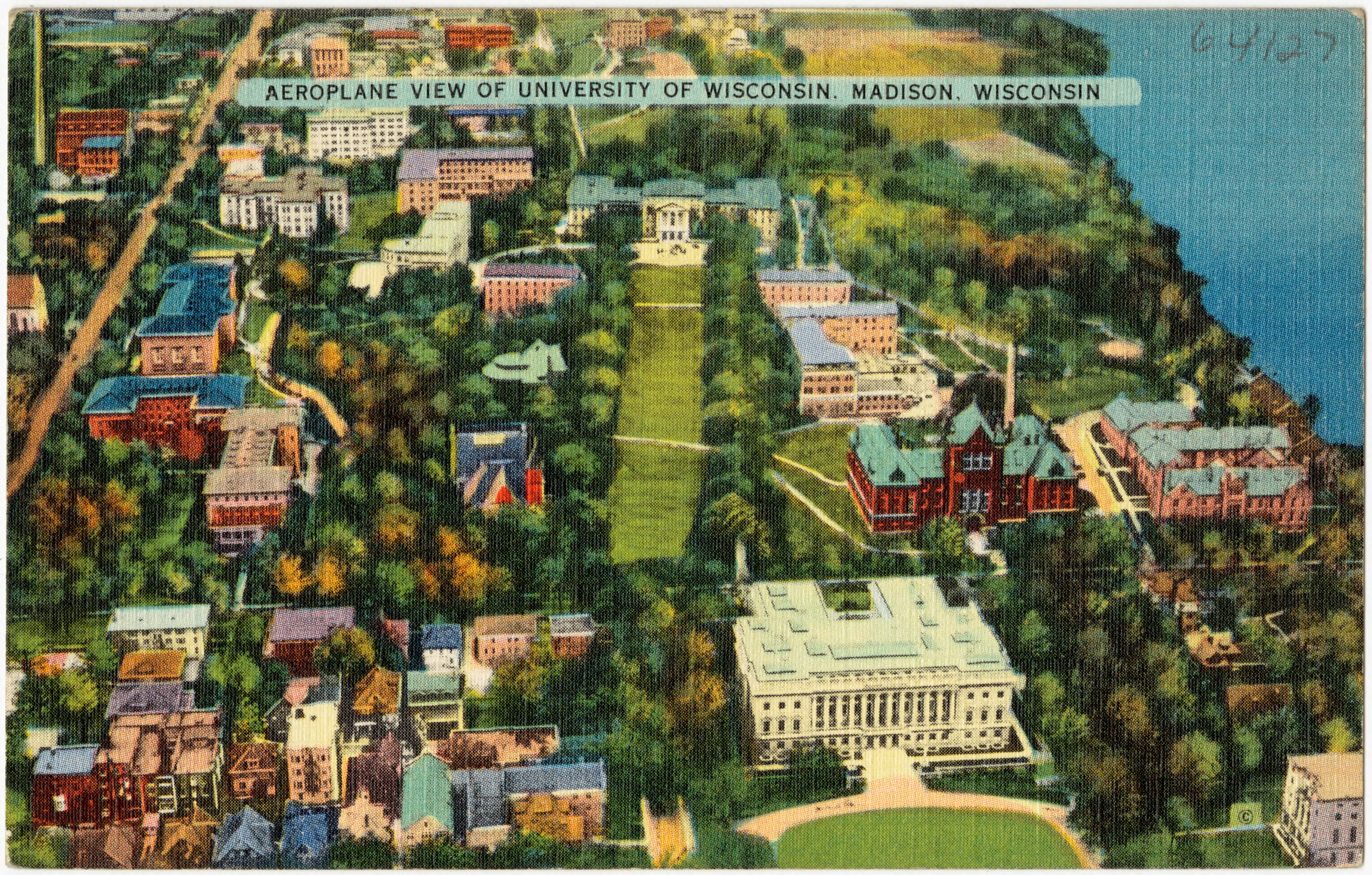
Bovenaanzicht van de centrale campus in de jaren twintig

Gelegen in Madison, ongeveer anderhalve kilometer van de state capitol, bevindt de hoofdcampus van de universiteit zich gedeeltelijk op de landengte tussen Lake Mendota en Lake Monona. De hoofdcampus omvat 933 acres (378 ha) land, terwijl de hele campus, inclusief onderzoeksstations in de hele staat, meer dan 10.600 acres (4.290 ha) beslaat. De centrale campus heeft een stedelijke lay-out die grotendeels samenvalt met het stratenpatroon van de stad Madison, met uitzondering van het University of Wisconsin Hospital and Clinics in de voorsteden en de Department of Psychiatry & Clinics in het onderzoekspark West Side. Het Arboretum van de Universiteit van Wisconsin-Madison, een demonstratiegebied voor inheemse ecosystemen, bevindt zich aan de westkant van Madison. De hoofdcampus omvat veel gebouwen die zijn ontworpen of onder toezicht staan van architecten J.T.W. Jennings en Arthur Peabody. Het middelpunt van het campusleven is de Memorial Union. De UW-Madison-campus is door Travel + Leisure en Condé Nast Traveler gerangschikt als een van de mooiste universiteitscampussen in de Verenigde Staten. Een ongebruikelijk kenmerk van de campus is de zuivelfabriek en winkel van Babcock Hall, een volledig functionele zuivelfabriek die bekend staat om zijn ijs.

## Bekende alumni en medewerkers
- Robert M. La Follette
- Andrea Anders
- Frank Lloyd Wright
- Ernst Benda
- Dick Cheney
- John Bardeen
- Paul D. Boyer
- Jim Lovell
- David Bordwell
- Tammy Baldwin
- Linda Thomas-Greenfield
- Christopher Browning
- Marshall Clagett
- Johannes van der Corput
- Raymond Damadian
- Russ Feingold
- Thomas Givnish
- bell hooks
- Jasper Johns
- Hilmar Luckhardt
- John Allen Paulos
- Reince Priebus
- Walter Rudin
- George Smith
- Sara Mae Stinchfield Hawk
- Sol Tax
- Marjorie Schick
- Jan Vansina